# Activator (tandheelkunde)
Een activator is in de tandheelkunde een eenvoudig apparaat, dat als voornaamste functie heeft de onderkaak kunstmatig naar voor te houden. Het wordt gebruikt bij een orthodontische behandeling, zoals bij het corrigeren van een Angle klasse II/1 (overbeet), dat is een gebitsafwijking waarbij de onderkaak in zijn geheel te veel naar achteren staat. 
Er zijn verschillende soorten activatoren, zoals:
- Andresen-Haüpl
- Bass
- Bionator
- Teuscher
- Lehman
- EVAA
- Fränkel
- Herbst

De activator is al in 1908 door Viggo Andresen ontworpen. Men claimt vaak een orthopedisch effect, maar in de praktijk blijken de veranderingen voornamelijk te komen van dento-alveolaire effecten.